# Badam
Pour le fruit, voir Badame.
Badam est une localité du Cameroun située dans l'arrondissement de Ndoukoula, le département du Diamaré et la région de l’Extrême-Nord. Elle fait partie du canton de Ouzal-Loulou.

## Population
En 1975, on distinguait Badam Gountaï (90 habitants), Badam Lougguere (142 h.)  et Badam Tchalmi (200 h.), tous peuplés par des Guiziga
Lors du recensement de 2005, on y a dénombré 795 personnes.